# Václav Hollar
Václav Hollar (pronunție în cehă [ˈvaːtslav ˈɦolar]; 13 iulie 1607 – 25 martie 1677) a fost un gravor boem, cunoscut în Anglia ca Wenceslaus sau Wenceslas și în Germania ca Wenzel Hollar. El s-a născut la Praga și a murit la Londra, fiind îngropat în Biserica Sf. Margareta din Westminster.

## Biografie

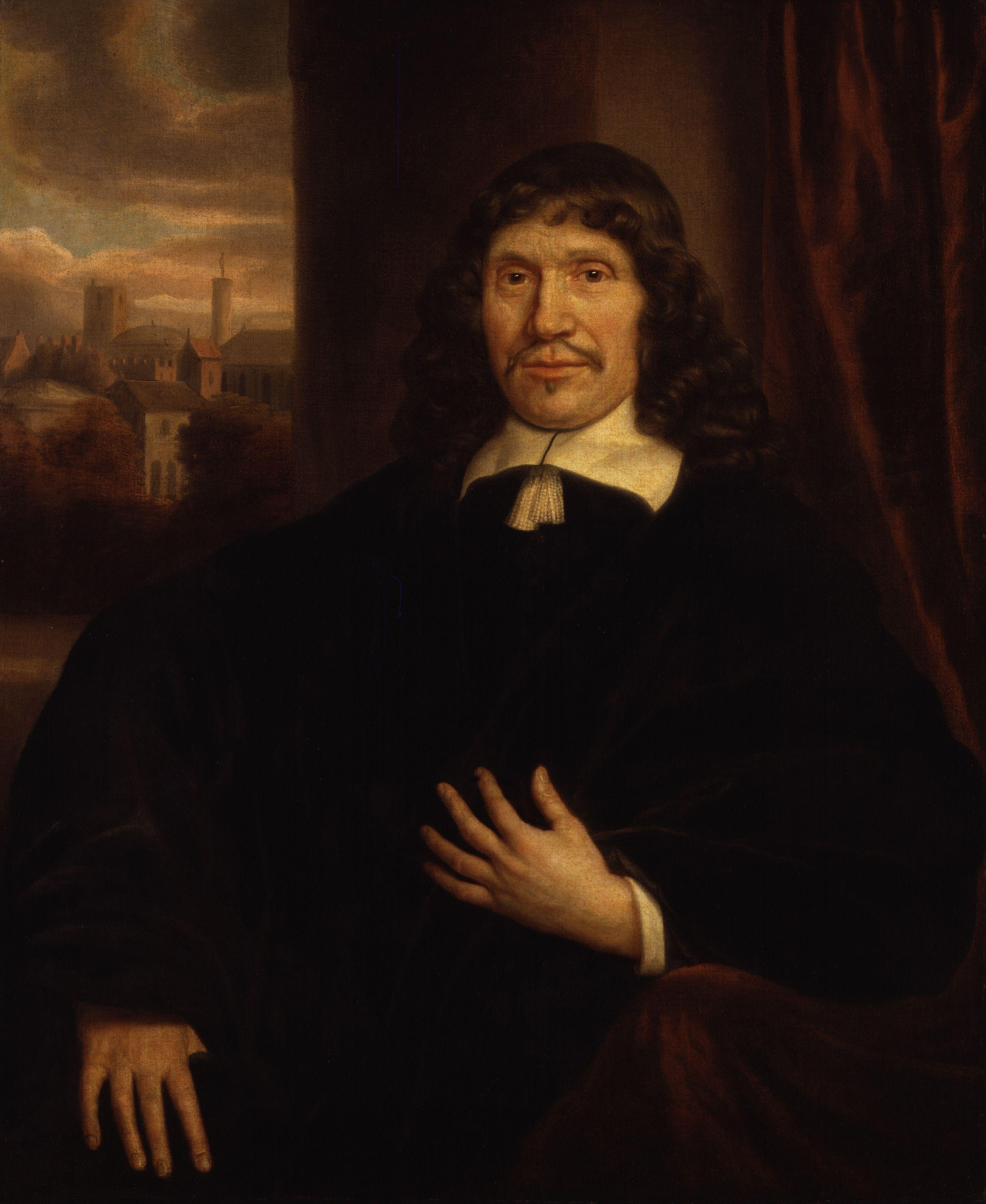
Bărbat necunoscut, cunoscut anterior ca portret al lui Václav Hollar

După ce familia sa a fost ruinată în Bătălia de la Muntele Alb din Războiul de Treizeci de Ani, tânărul Hollar, care fusese destinat să urmeze studii de drept, a hotărât să devină artist. Cele mai vechi lucrări ale sale care au supraviețuit până în perioada contemporană sunt din 1625 și 1626; acestea sunt plăci mici, iar una dintre ele este o copie a „Fecioarei cu pruncul” de Dürer, a cărui influență asupra activității lui Hollar a fost întotdeauna mare. În 1627 s-a mutat în regiunea din jurul orașului Stuttgart; înainte de a trece la Straßburg și apoi, în 1633, la Köln.
El a atras, în 1636, atenția celebrului nobil și colecționar de artă Thomas Howard, al 21-lea conte de Arundel, apoi pe cea a unei ambasade de la curtea imperială. Angajat ca desenator el a călătorit cu Arundel la Viena și Praga. În 1637 s-a întors cu el în Anglia, unde a rămas pe domeniul contelui timp de mulți ani.

### Viața în Anglia
Deși el a devenit un angajat al lordului Arundel, se pare că nu a lucrat exclusiv pentru el, și după moartea contelui la Padova în anul 1646, și-a câștigat existența muncind pentru diverși autori și editori, care au fost ulterior principalele sale mijloace de distribuție. În jurul anului 1650, probabil la cererea lui Hendrik van der Borcht, a realizat o gravură comemorativă după un design de Cornelius Șutul în onoarea lui Arundel și i-a dedicat-o văduvei sale, Aletheia. Arundel este așezat într-o poziție melancolică pe mormântul său în fața unui obelisc (amintindu-l probabil pe unul pe care a încercat să-l importe de la Roma) și înconjurat de opere de artă și de personificările lor.
În 1745, George Vertue a adus un omagiu asocierii lor în vigneta pe care a publicat-o pe pagina 1 a cărții Description of the Works of the Ingenious Delineator and Engraver Wenceslaus Hollar. Ea reprezintă un bust al lui Arundel în fața unei piramide, ce simbolizează nemurirea, înconjurat de cărți ilustrate și de obiecte gravate de Hollar.
În timpul primului său an în Anglia, el a creat Imaginea orașului Greenwich, vândută mai târziu de Peter Stent. El a primit pentru gravura, ce avea aproape 0,9 m lungime, suma de treizeci de șilingi, o mică parte din valoarea actuală. După aceea el a fixat prețul orei de munca la patru pence și a măsurat timpul cu o clepsidră. Lordul Arundel a părăsit Anglia în 1642, iar Hollar a trecut în serviciul ducelui de York, luând cu el o soție și doi copii.

### Războiul Civil Englez

Panoramă a Londrei din Bankside, 1647.

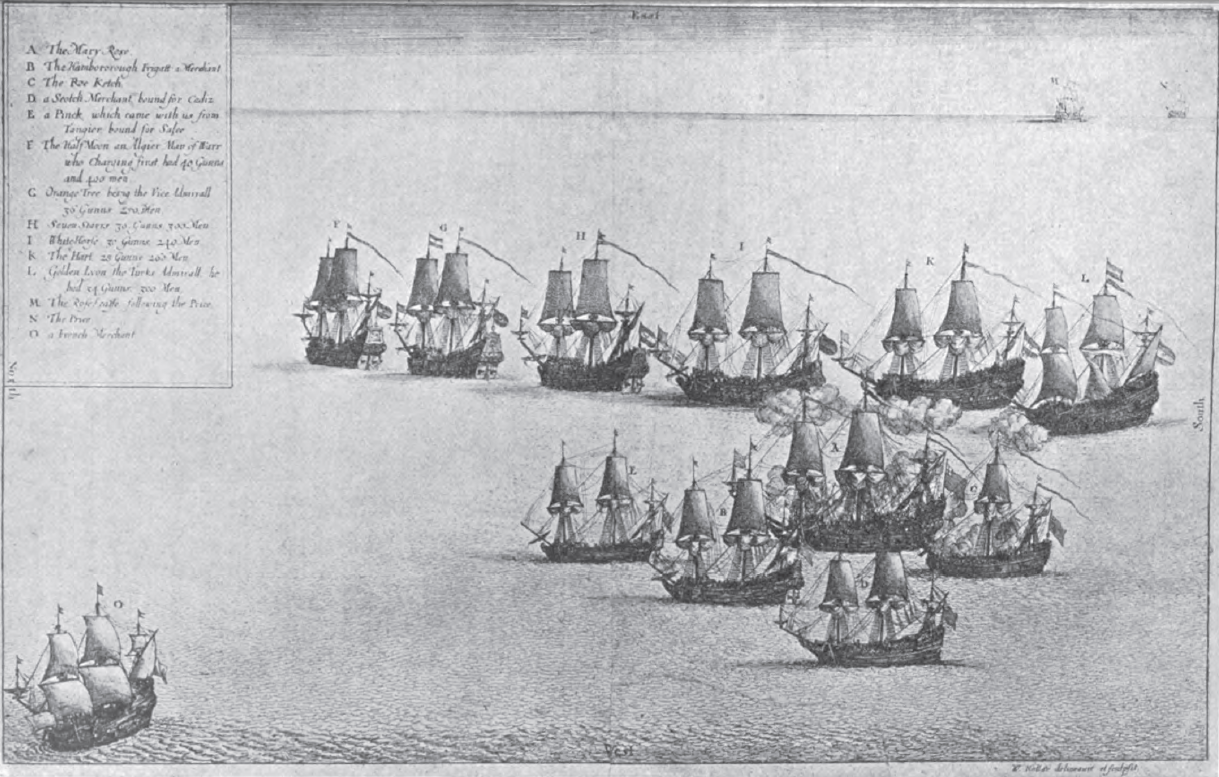
Reprezentare de către Hollar a atacării navei Mary Rose.

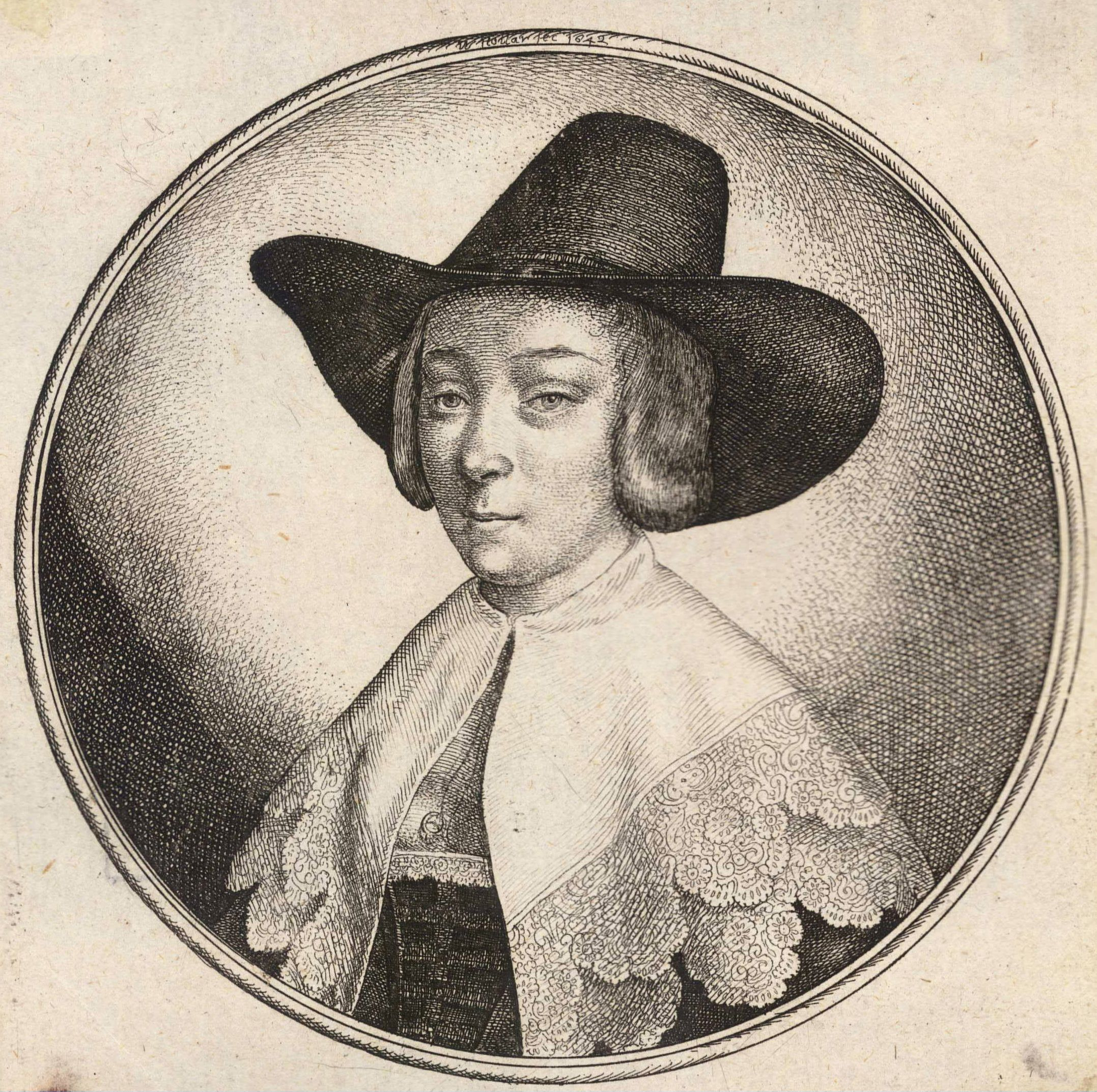
Femeie cu pălărie înaltă.

El a continuat să producă gravuri numeroase de-a lungul Războiului Civil Englez, dar acesta i-a afectat negativ veniturile. O gravură datată 1643 și intitulată civilis seditio, arată un șarpe cu un cap la fiecare capăt trăgând în direcții opuse în fața piramidelor de la Gizeh și a sfinxului. Hollar a luat această imagine, simbolizând probabil valorile perene, dintr-o gravură publicată în cartea Relation of a Journey begun An. Dom 1610 a lui George Sandys, publicată în 1615.
În timpul perioadei de tulburări a Războaielor Civile a lucrat la Anvers, unde a produs multe dintre cele mai renumite lucrări, inclusiv panorame. În 1652 s-a întors la Londra și a trăit pentru un timp cu gravorul Faithorne lângă Temple Bar.
În următorii ani el a ilustrat mai multe cărți care au fost publicate: Virgil and Homer a lui Ogilby, Juvenal a lui Stapylton și Warwickshire, St Paul's și Monasticon (part i.) a lui Dugdale. Veniturile sale au scăzut ca urmare a faptului că librarii au continuat să-i refuze operele, iar Curtea Regală nu a mai achiziționat lucrările sale după Restaurație. În acest timp, fiul său, care-i moștenise calitățile artistice, a murit de ciumă.
După Marele Incendiu din Londra el a realizat unele dintre celebrele sale Vederi din Londra și este posibil ca succesul acestor gravuri să-l determine pe rege să ceară trimiterea sa, în 1668, la Tanger, pentru a desena orașul și forturile. În timpul întoarcerii sale în Anglia, nava sa, Mary Rose, condusă de căpitanul John Kempthorne, a luptat cu succes împotriva a șapte corăbii algeriene, - o luptă pe care Hollar a gravat-o pentru cartea Africa a lui Ogilby.
El a mai trăit opt ani după întoarcerea lui, lucrând încă pentru librari și continuând să producă lucrări artistice bine primite până la moartea sa, de exemplu, o farfurie mare la Edinburgh datată 1670. A murit în sărăcie extremă, ultimele sale cuvinte înregistrate fiind o rugăminte adresată executorilor judecătorești ca să nu-i ia patul pe care agoniza.

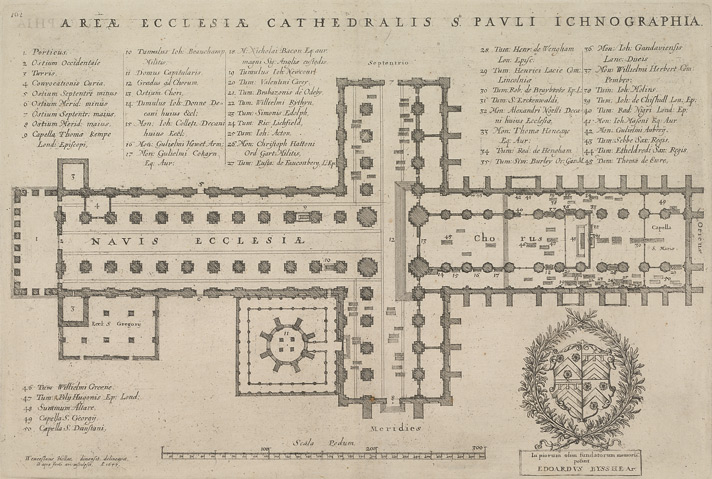
Planul lui Hollar pentru Catedrala veche St. Paul din Londra, 1658.

## Lucrări
Hollar a produs o varietate de lucrări; cele 2740 de farfurii conțin panorame, portrete, nave, subiecte religioase, subiecte heraldice, peisaje, și multe alte forme diferite. Desenele sale arhitecturale, cum ar fi cele ale catedralelor din Anvers și Strassburg, și panoramele orașelor, sunt la scară, dar sunt destinate utilizării ca imagini. El a reprodus lucrări decorative ale altor artiști, precum celebrul potir din desenul lui Mantegna.
Una dintre cele mai celebre gravuri ale lui Hollar este o imagine a Catedralei din Anvers, din 1649. Decorația vie a operei, atât de tipică pentru opera lui Hollar, include o procesiune către intrarea în catedrală, o trăsură trasă de cai, precum și trecători și câini în piața din fața bisericii. Imaginea catedralei din Anvers a fost expusă la Palatul Lobkowicz în timpul expoziției lucrărilor realizate de Peter Paul Rubens și Václav Hollar, care a avut loc la 30 mai 2013.
Colecția aproape completă a gravurilor lui Hollar este păstrată la British Museum, în camera stampelor de la Castelul Windsor și la Galeria Națională din Praga. Opera artistică a lui Hollar a fost catalogată pentru prima dată în 1745 (ediția II, 1759) de George Vertue. Stampele imprimate au fost ulterior catalogate în 1853 de către Gustav Parthey și în 1982 de către Richard Pennington. Un nou catalog complet ilustrat a fost publicat în seria the New Hollstein German. O mare parte din opera sa este disponibilă online în colecția digitală Wenceslaus Hollar a Universității din Toronto. Folger Shakespeare Library deține, de asemenea, circa 2000 de stampe, desene și alte lucrări de Hollar.
În prezent, un liceu de arte și meserii și o școală superioară de artă din Praga sunt numit după el (Vyšší odborná škola o Střední umělecká škola Václava Hollara).